# El Universo
El Universo (L'Univers) est un quotidien équatorien fondé en 1921 et publié à Guayaquil. Il est en 2011 le journal le plus important de la ville et l'un des principaux du pays. Il est édité par le groupe homonyme. Son directeur actuel est Carlos Pérez Barriga dont la famille contrôle le journal depuis sa fondation.
Le journal est sous-titré « El mayor Diario National » (Le principal journal national). Ses publications nationales le placent parmi les principaux quotidiens du pays aux côtés d’El Comercio. Aujourd'hui, le journal fait partie de l'« Association Équatorienne des Éditeurs de Journaux » AEDEP, de la société interaméricaine de presse et de la WAN.
Le journal défend une orientation conservatrice.

## Histoire

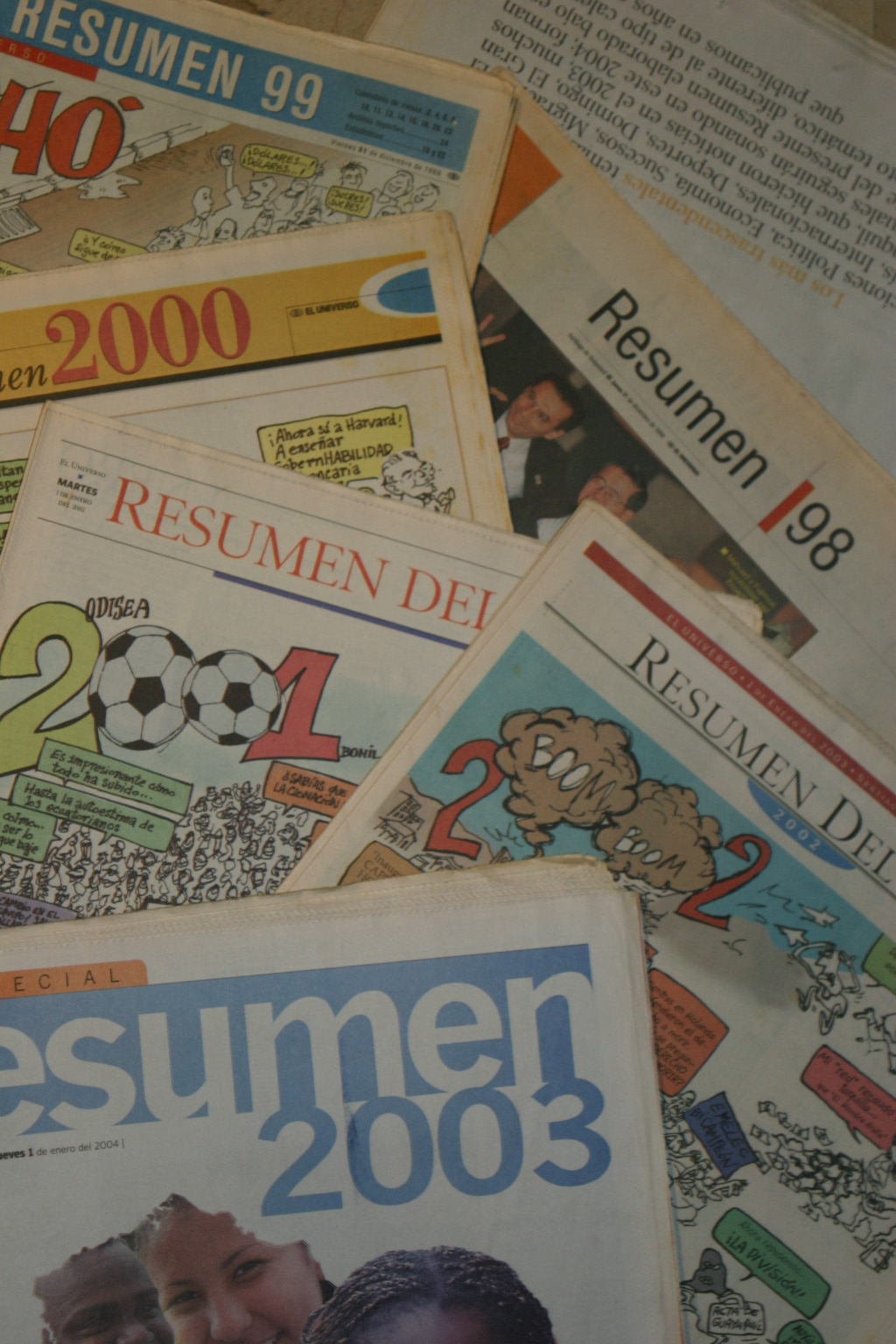
Publications d'El Universo.

Les publications du journal El Universo ont suivi les évolutions technologiques et les changements sociaux, culturels et religieux. Ceux-ci ont exigé une évolution dans son infrastructure. L'emplacement du siège du journal a changé quatre fois, en 1921, 1924, 1932 et 1993.

### Procès pour diffamation de 2011
Son opposition frontale au pouvoir lui vaut en 2011 un procès en diffamation par le président équatorien Rafael Correa. Le journal avait dans un éditorial qualifié le président de « dictateur » et affirmé, faussement, que ce dernier avait « ordonné de tirer sans sommation contre un hôpital rempli de civils ». Le journal est condamné à une amende de 40 millions de dollars. Cette somme étant très supérieure aux capacités du groupe, l'avenir du journal est compromis. De nombreux médias dont Reporters sans frontières, El pais et The Washington Post dénoncent cette manœuvre comme attentatoire à la liberté de presse et considèrent le procès comme une dérive autoritaire de la présidence de la république équatorienne destinée à fermer le journal. La sentence est finalement annulée en février 2012 par le président Rafael Correa.

### Procès pour diffamation de 2014
Le 26 décembre 2013, le domicile du journaliste (et suppléant du député Cléver Jiménez) Fernando Villavicencio est perquisitionné. Fernando Villavicencio est accusé d'espionnage par le président Rafael Correa.
Le 28 décembre 2013, un dessin du caricaturiste Bonil représentant une caricature de cette perquisition est publié par le journal. Le journal est condamné à payer une amende de 90 000 dollars, et Bonil est sommé de faire ses excuses. Il s'exécute avec une reproduction du même dessin, ironiquement rehaussé d'un texte différent de la première version.